# 刑罰學
刑罰學（英語：Penology）由拉丁文poena（「penal」，懲罰）加上古希臘文字尾-logia（「study of」，研究）而來，這術語很有可能是弗朗西斯·利伯所創造，作為犯罪學的分支，探討不同社會中試圖鎮壓犯罪活動並透過適當處罰以滿足輿論的哲思和實作。
《牛津英語詞典》將刑罰學定義為「犯罪懲罰和監獄管理的研究」，在這個意義上它相當於矯正。
刑罰學關注不同社會所發展並採用的犯罪防治方法與效果，如何藉由害怕懲罰而鎮壓或遏止犯罪意圖。因此，刑罰學的研究涉及囚犯處置和罪犯判刑後的復建更生，還包括保護管束（罪犯在社區復健）以及與確保拘留安全、犯人再培訓有關的監獄科學。
刑罰學處理許多議題和理論，包括監獄相關問題（監獄改革、囚犯虐待、囚犯權利和累犯）以及懲罰目的之理論（嚇阻理論、應報理論、去能理論和更生理論）。當代刑罰學主要關注罪犯更生和監獄管理。這個詞很少用於於非正式環境中的懲罰理論和做法，如育兒、學校和工作場所的懲教措施。

## 歷史

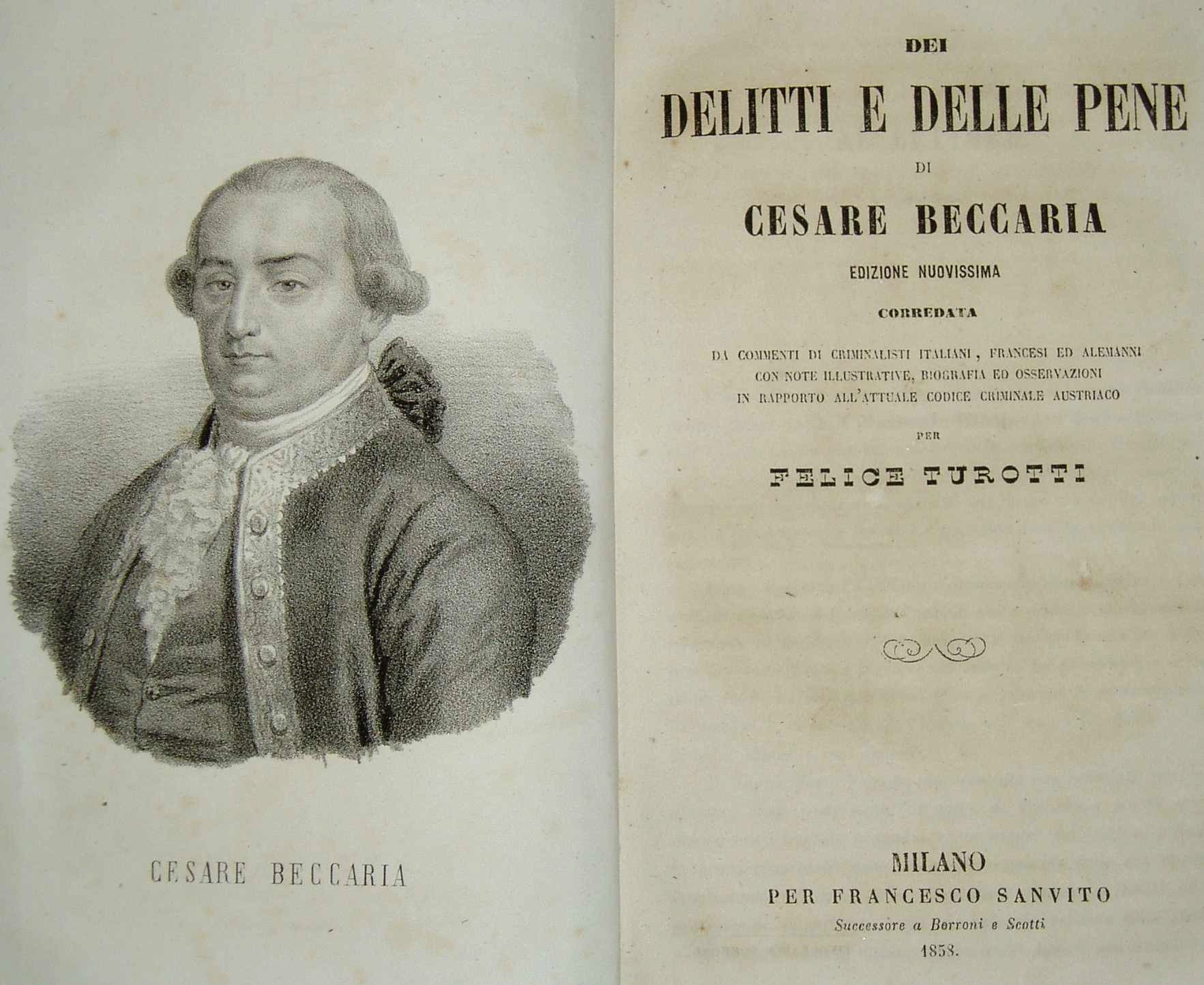
切薩雷·貝卡里亞的《論犯罪與刑罰》

過去許多理論根基於可怕後果可以阻止潛在犯罪者這個概念所發展而來。該原則的例子可以在古希臘的德拉古法典和英國文藝復興時期盛行的血腥法典中找到，當時（在不同時期）超過200種罪行的處罰是死刑。同樣地，在伊斯蘭教聖訓法典傳統下的某些固定罪行也可能導致恐怖的懲罰。
罪犯懲處及更生的現代理論大體上基於1764年切薩雷·貝卡里亞侯爵出版的《論犯罪與刑罰》開創性文集中所闡述的原則，也就是以比例原則為中心概念開展。在這方面，它們與眾多過往的懲罰制度不同，例如英國的血腥法典，其中不論偷竊價值為何，刑罰是相同的，也就是英文諺語「偷小羊還不如偷大羊」（亦即「一不做，二不休」，英語：one may as well hang for a sheep as a lamb，直接翻譯：「偷小羊跟偷大羊都可能被處絞刑」）的由來。 貝卡里亞的想法也促使非致命懲罰更為社會所接受。因此，定罪囚犯在處罰期滿後也必須重新回歸社會。
因此，現今刑罰學家為囚犯訂定職業和心理教育計劃，還有一系列社區服務和保護管束命令，要求在社區內對罪犯進行指導和就業輔導。然而，為維護社會秩序和緩和公眾憤怒不至自行採取殘酷報復行動，保持對罪犯施加某些懲罰仍具相當重要性。

## 延伸閱讀
- Diiulio, John J., Governing Prisons: A Comparative Study of Correctional Management （页面存档备份，存于）, Simon and Schuster, 1990. ISBN 0-02-907883-0

## 外部連結
- 佛羅里達州立大學犯罪學與刑事司法學院（页面存档备份，存于）